# Paola Espinosa Sánchez
Paola Espinosa Sánchez (Baixa Califòrnia Sud, 31 de juliol de 1986) és una saltadora mexicana que ha competit en quatre ocasions en els Jocs Olímpics. Ha guanyat dues medalles olímpiques: argen a Londres el 2012 i bronze a Beijing el 2008.
La seva especialitat són els salts de palanca des de deu metres. A Atenes 2004 va atènyer el dotzè lloc en la modalitat individual així com el cinquè en salts sincronitzats. Als Jocs Panamericans de 2007, celebrats a Rio de Janeiro, Espinosa va ser la reina absoluta de la competició de salts. Va guanyar tres medalles d'or i una de plata en les quatre proves d'aquesta competició.
El 8 d'agost de 2008 fou abanderada de la selecció nacional mexicana a la Cerimònia d'obertura dels Jocs Olímpics d'estiu de 2008 a l'Estadi Nacional de Pequín. El 12 d'agost de 2008 va guanyar la medalla de bronze amb 330,06 punts en la prova de sincronitzats en palanca de 10 metres. La seva companya de salt era la debutant Tatiana Ortiz. El 2009 va guanyar la final del campionat mundial a Roma.
En els Jocs Olímpics d'Estiu de 2012 celebrats a Londres al Regne Unit va guanyar la medalla de plata en la prova de plataforma sincronitzada de 10 metres fent parella amb Alejandra Orozco Loza i fou sisena en la prova femenina de plataforma. Així va guanyar un diploma olímpic.